# Journal of Proceedings of the Mueller Botanic Society of Western Australia
Journal of Proceedings of the Mueller Botanic Society of Western Australia (abreviado J. Proc. Mueller Bot. Soc. Western Australia) fue una revista con ilustraciones y descripciones botánicas que fue editada en Perth por la Royal Society of Western Australia en los años 1899-1903. Fue  reemplazada por Journal of the Western Australia natural history society.